# European Journal of Public Health
Das European Journal of Public Health ist eine zweimonatlich erscheinende, begutachtete wissenschaftliche Fachzeitschrift, die von Oxford University Press für die European Public Health Association herausgegeben wird. Chefredakteur der Medizinzeitschrift, die sich vor allem mit Public Health im Raum Europa befasst, ist Peter Allebeck.
Der Impact Factor lag im Jahr 2016 bei 2.431, der fünfjährige Impact Factor bei 2,664. Damit lag das Journal bei dem Impact Factor auf Rang 54 von insgesamt 176 wissenschaftlichen Zeitschriften in der Kategorie „Public, Environmental and Occupational Health“.